# Бланко, Хорхе
Хорхе Бланко (исп. Jorge Blanco Güereña; 19 декабря 1991, Гвадалахара, штат Халиско, Мексика) — мексиканский актёр, певец, танцор. Наиболее известен ролью Леона в сериале «Виолетта».

## Карьера

### 2007—2009: High School Musical: La Selección y El Desafío
Получил известность в середине 2007 года после участия в программе High School Musical: La Selección производства Channel Latinoamérica и TV Azteca. В течение нескольких месяцев зрители голосовали за участников программы, чтобы выбрать, кто будет звездой фильма High School Musical: El Desafío.
В начале 2008 года он снялся в фильме High School Musical: The Challenge в кампусе в Буэнос-Айресе, Аргентина. Хорхе сыграл роль Хорхе, который является другом Кристофера Родригеса (Cristobal Orellana). Фильм был представлен 5 сентября 2008 года в мексиканском театре. Премьера состоялась 24 августа 2008 года в National Auditorium в Мехико.

### 2010—2011: Highway y Cuando toca la campana
В 2010 он появился в эпизоде «Backpacke» первой серии Highway: Rodando la Aventura, Disney Channel Latinoamérica, сыграл роль Диего, друга детства Вале (Валерия Барони).
В 2011 году он сыграл одну из главных ролей в первом сезоне Cuando toca la campana, а во втором сезоне был специальным гостем в четырёх эпизодах.
В марте 2011 года он отправился в Соединённые Штаты для участия в Олимпийских играх Disney: Disney Channel Games, где команды соревнуются в благотворительных целях. Хорхе выступал за жёлтую команду, в помощь фонду ЮНИСЕФ. Он представлял Мексику, вошёл в видео на песню «Мы можем изменить мир», которую исполняет Бриджит Мендлер.

### 2012—: Violetta
В сентябре 2011 года начал сниматься в оригинальном сериале Канала Disney — «Виолетта». Там он играет Леона, возлюбленного главной героини — Виолетты, «любовь всей её жизни». Премьера состоялась 14 мая 2012 года на канале Disney Channel в Латинской Америке. В России трансляция началась осенью 2012 года.
Когда Хорхе Бланко был в Мехико с актёрами этой подростковой драмы, он рассказал об опыте записи этого проекта, который обещает развлекать аудиторию музыкой, романтикой и юмором.

«Для тех, кто был в Аргентине, мы снимались на улице. Это был удивительный опыт. Мы проходили интенсивное обучение, а также встречались с людьми и заводили новых друзей».— Канал Дисней объявляет о запуске сериала «Виолетта» (исп.)

## Фильмография
- High School Musical: La Selección, 2007 год
- High School Musical: The Challenge, 2008 год
- Highway: Rodando la Aventura, 2010 год
- Cuando toca la campana, 2011 год
- «Violetta» — «Виолетта», 2011—2015
- «Tini: la nuova vita di Violetta» — Тини: Новая жизнь Виолетты, 2016 год

## Дискография
- 2019 — Conmigo (мини-альбом)